# SV Viktoria Preußen 07 Frankfurt
SV Viktoria Preußen 07 Frankfurt is een Duitse voetbalclub uit het Frankfurtse stadsdeel Eckenheim. 

## Geschiedenis
De club werd in 1907 opgericht als SV Viktoria 07. SV stond in die tijd voor Schweratletiek-Verein en de aandacht ging dan ook naar atletiek uit. In 1909 kreeg de club ook een voetbalafdeling. Na spanningen tussen de voetballers en de atleten werden de voetballers zelfstandig als FV 1912 Eckenheim. Na de Eerste Wereldoorlog fuseerden de clubs echter weer en de naam SV Viktoria 07-1912 Eckenheim. In 1965 fuseerde de club met FC Preußen uit het naburige stadsdeel Preungesheim en nam zo de huidige naam aan. 